# Ludwig Außerwinkler

Ludwig Außerwinkler, als Student im Jahre 1876

Ludwig Außerwinkler (* 12. August 1859 in Prag, Österreich-Ungarn; † 1933) war ein deutscher Chemiker, Fotograf sowie Universitätsprofessor an der Deutschen technischen Hochschule Prag auf dem Fachgebiet der Fotografie.

## Leben
Außerwinkler wurde 1859 in Prag als einziger überlebender Sohn des Prager Finanzkommissärs Ludwig Außerwinkler (1816–1887) und seiner steierischen Gattin Mathilde, geb. Grof (* 1834 Humpolec) geboren. Er absolvierte ein deutsches Gymnasium in Prag-Kleinseite und dort begann ein Studium an der Fachabteilung für Chemie der deutschen technischen Hochschule. 1876 wurde er Mitglied der Prager Burschenschaft Teutonia. Von 1880 bis 1888 war er Assistent an der Lehrkanzel für chemische Technologie, von 1888 bis 1923 Professor für Chemie und Warenkunde an der Prager Handelsakademie und seit 1908 Honorarprofessor für Fotografie an der deutschen technischen Hochschule Prags.
Am 30. Juli 1881 heiratete er in der Kleinseitner Kirche Maria vom Siege Ludovika Baukal (* 1860).

## Lehrtätigkeit
Außerwinkler spezialisierte sich auf die Themen Allgemeine Chemie für Montanisten und technische Chemie für Bergleute. Außerdem trieb er  die Forschung im Bereich der chemischen Fotografie, wie zum Beispiel das latente Bild und seine Entwicklung, auf seinem neu eingerichteten Lehrstuhl in Prag voran.